# Joseph Weizenbaum
Joseph Weizenbaum (ur. 8 stycznia 1923 w Berlinie, zm. 5 marca 2008 tamże) – amerykański informatyk żydowskiego pochodzenia, emerytowany profesor informatyki w Massachusetts Institute of Technology, jeden z pionierów sztucznej inteligencji.

## Życiorys
Pochodził z Niemiec, był pochodzenia żydowskiego. W 1936 roku emigrował wraz z rodzicami do Stanów Zjednoczonych, gdzie zamieszkał w Detroit. W 1941 roku rozpoczął studia matematyczne, które w tym samym roku przerwał w celu odbycia służby wojskowej w United States Army Air Corps jako meteorolog. Studia kontynuował po II wojnie światowej, ukończył je w 1950 roku.
W 1953 roku zaczął pracować jako informatyk. Początkowo zajmował się obsługą komputerów analogowych, następnie pracował nad budową komputera cyfrowego w Wayne State University w Detroit. W 1955 roku został członkiem General Electric, który tworzył systemy komputerowe dla bankowości. Pracując w General Electric opracował język programowania SLIP. W 1963 roku rozpoczął pracę w Massachusetts Institute of Technology.
W 1966 roku napisał w języku SLIP program ELIZA, uchodzącego za pierwszy chatbot w historii informatyki. W oparciu o psychoterapię rogeriańską program symulował konwersację i generował zdania na podstawie wcześniejszych rozmów. Użytkownicy programu wprowadzali do programu informacje o swoich problemach i nawiązywali z nim afektywną relację.
Doświadczenia użytkowników zaskoczyły Weizenbauma i przyczyniły się do zmiany jego stanowiska wobec idei sztucznej inteligencji. Swoje krytyczne stanowisko co do kierunku sztucznej inteligencji przedstawił w 1976 roku w pracy pt. Computer Power and Human Reason: From Judgment to Calculation. Pracę nad tą książką wsparli liczni socjolodzy i humaniści (w tym m.in. Noam Chomsky i Lewis Mumford), którzy konsultowali z Weizenbaumem liczne kwestie poruszane w książce. Computer Power and Human Reason stała się bestsellerem, do 2008 roku została przetłumaczona na kilka języków.
Ożenił się z Ruth Manes, która z zawodu była nauczycielką.